# Criotettix fuscus
Criotettix fuscus är en insektsart som först beskrevs av Hancock, J.L. 1907.  Criotettix fuscus ingår i släktet Criotettix och familjen torngräshoppor. Inga underarter finns listade i Catalogue of Life.